# Maschinengewehr 15
Maschinengewehr 15, kort MG 15 var en tysktillverkad kulspruta designad att användas som försvarsvapen på bombflygplan.

## Design
MG 15 hade en modulär design där olika tillbehör och även själva vapnet snabbt kunde monteras på och av. Vapnet avfyrades med öppet slutstycke vilket gjorde att det gick snabbt att ladda om och inte var lika känsligt för överhettning. Magasinet rymmer 75 patroner lagrade i två fjädermatade trummor. Patronerna matas fram växelvis från höger respektive vänster trumma. Ett magasin räcker för 4,5 sekunders eldgivning.

## Historia

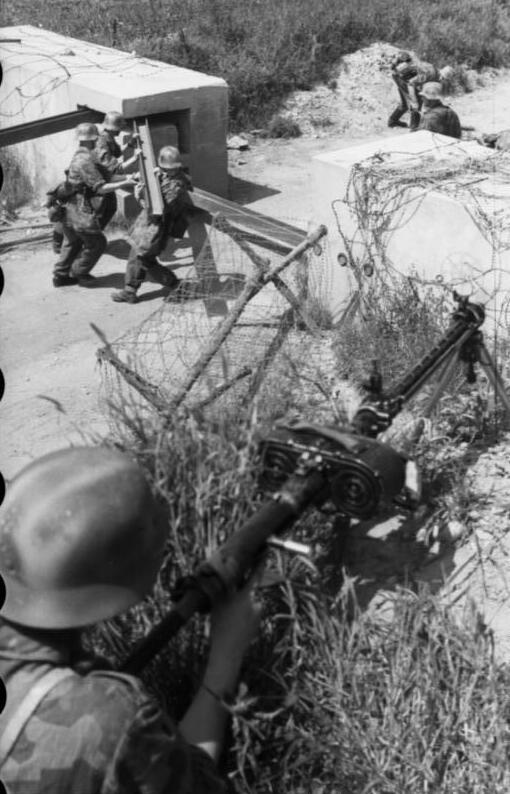
En soldat med en MG 15 vaktar en vägspärr i norra Frankrike. 21 juni 1944.

Vapnet togs i tjänst i Luftwaffe 1933 och användes ombord på bland annat Bf 110, Ju 87 och He 111. Under 1941 började MG 15 att ersättas med den modernare MG 81 eller den tyngre MG 131. Många MG 15 konverterades då för användning som understödsvapen i armén, bland annat försågs de med benstöd.